# Gaël Fickou
Gaël Fickou (nacido en La Seyne-sur-Mer el 27 de marzo de 1994) es un jugador de rugby francés que juega de centro para la selección de rugby de Francia y el club Racing 92.

## Carrera

### Clubes
Fickou debutó en la Heineken Cup el 14 de octubre de 2012, anotando el único ensayo del partido en una victoria contra Leicester Tigers. Su ágil movimiento, equilibrio y ritmo para un jugador de su tamaño ha hecho que lo comparen con la leyenda inglesa Jeremy Guscott.[cita requerida]

### Internacional
Hizo su debut internacional para la selección de rugby de Francia a la edad de 18 años, contra Escocia el 16 de marzo de 2013 en el Torneo de las Seis Naciones 2013.
Gaël Fickou anotó su primer ensayo para Francia contra los Auckland Blues en la gira de verano de 2013 por Nueva Zelanda.
Según su compañero de equipo y de la selección, Maxime Médard, Fickou "es uno de los diez mejores centros del mundo y pronto será el número uno. Me recuerda a Sonny Bill Williams: alto, atlético, técnico, con un buen hand-off y sentido del juego. Lo tiene todo."
Seleccionado por su país para la Copa Mundial de Rugby de 2015, en el partido contra la selección de rugby de Rumania, que terminó con victoria francesa 38-11, Fickou anotó un ensayo.